# Xanthopimpla frontalis
Xanthopimpla frontalis là một loài tò vò trong họ Ichneumonidae.